# Premio Molière

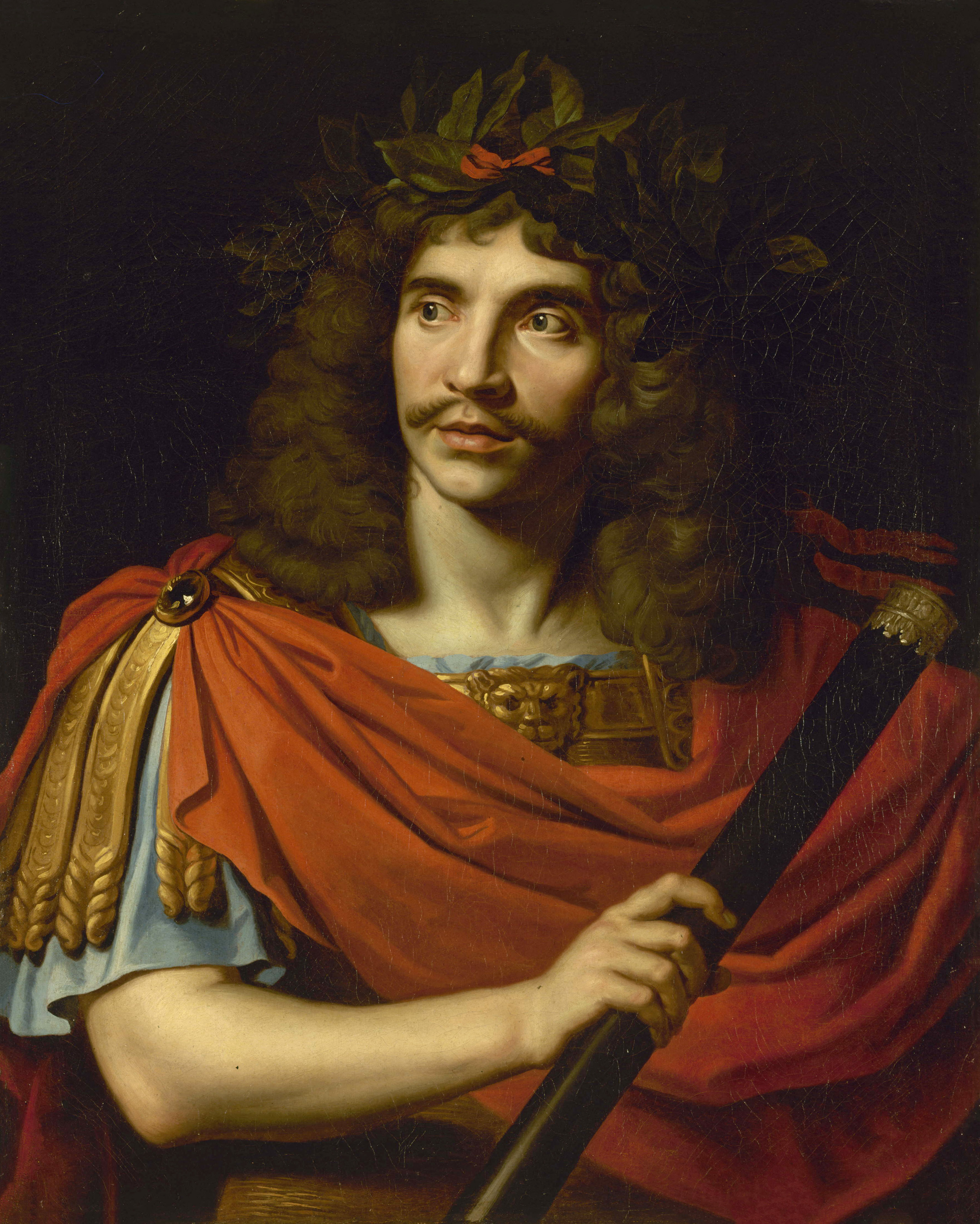
Molière nel ruolo di Cesare nel La Morte di Pompeo

Il Premio Molière (in francese Prix Molière) è uno dei premi più prestigiosi per il teatro in Francia, istituito nel 1987 in onore del grande commediografo Molière.
La Notte dei Molières è l'occasione per il mondo del teatro francese di assegnare dei premi, durante il mese di maggio di ogni anno. Questa grande festa del teatro è stata creata da Georges Cravenne che è anche l'artefice dei premi Césars per il cinema.

## Categorie
- Molière del miglior attore (Molière du comédien)
- Molière del miglior secondo attore (Molière du comédien dans un second rôle)
- Molière della migliore attrice (Molière de la comédienne)
- Molière della migliore seconda attrice (Molière de la comédienne dans un second rôle)
- Molière rivelazione teatrale (Molière de la révélation théâtrale), attribuito prima con distinzione maschile e femminile nel 1987, poi premio unico dal 1988 al 1997, poi di nuovo con distinzione dal 1998 al 2007, di nuovo unico nel 2008, e dal 2009 sempre con distinzione maschile e femminile
- Molière del teatro privato (Molière du théâtre privé)
- Molière del teatro pubblico (Molière du théâtre public)
- Molière del miglior spettacolo comico (Molière du meilleur spectacle comique) riservato al Teatro privato. Premio creato nel 1988, non attribuito nel 2003, incluso dal 2004 al 2009 nel « Meilleur spectacle de divertissement », ristabilito dal 2009 in poi
- Molière del "one man show" (Molière du one man show), creato nel 1989, ribattezzato "Molière dello spettacolo solo(a) su scena" (Molière du spectacle seul(e) en scène), soppresso nel 2009.
- Molière del miglior spettacolo di divertimento (Molière du meilleur spectacle de divertissement), solo nel 2004
- Molière dell'autore (Molière de l'auteur)
- Molière dell'adattatore (Molière de l'adaptateur)
- Molière del regista (Molière du metteur en scène)
- Molière dello scenografo (Molière du décorateur scénographe)
- Molière del costumista (Molière du créateur de costumes)
- Molière delle luci (Molière du créateur de lumières), creato nel 2000
- Molière dello spettacolo in regione (Molière du spectacle en région), creato nel 1988, ribattezzato dal 2006 "Gran premio speciale della giuria per il teatro pubblico in regione (« Grand prix spécial du jury théâtre public en région »)
- Molière del creatore di musica di scena (Molière du créateur de musique de scène), solo nel 2005
- Molière dello spettacolo musicale (Molière du spectacle musical), incluso nel 2004 in "Molière del miglior spettacolo di divertimento", ristabilito nel 2006.
- Molière del miglior pezzo di repertorio (Molière de la meilleure pièce du répertoire), creato nel 1997, non attribuito a partire dal 2003
- Molière della miglior creazione (Molière de la meilleure pièce de création), creato nel 1997, intitolato "Migliore creazione francese" (« Meilleure pièce de création française ») dal 2003 al 2005, non attribuito dal 2006
- Molière dello spettacolo per il pubblico giovane (Molière du spectacle jeune public), creato nel 2006
- Molière della compagnia (Molière de la compagnie), creato nel 2005, non attribuito nel 2007, diventato "Molière delle compagnie" (Molière des compagnies) nel 2009
- Molière inatteso (Molière inattendu), solo nel 2005
- Molière della creazione visiva (Molière de la création visuelle), creato nel 2014
- Molière dell'umorismo (Molière de l'humour), creato nel 2016
- Molière alla carriera (Molière d'honneur), attribuito in maniera irregolare

## Elenco delle assegnazioni per categoria
Ogni anno vengono assegnati premi per diverse categorie, tra i quali quello per il migliore attore e per la migliore attrice

### 1987
- "Miglior autore" Yasmina Reza, per Conversations après un Enterrement
- "Miglior spettacolo di teatro privato" Ariane ou l'Âge d'or, al Théâtre des Arts Hébertot/Tristan Bernard
- "Miglior spettacolo di teatro sovvenzionato"  la Folle Journée ou le Mariage de Figaro, al Théâtre national de Chaillot
- "Miglior spettacolo musicale" Cabaret, al Théâtre du 8ème (Lione)
- "Miglior attore" Philippe Clévenot, in Elvire Jouvet 40
- "Miglior attrice" Suzanne Flon, in Léopold le bien aimé
- "Miglior adattamento di un'opera straniera" Jean-Loup Dabadie, per Deux sur la balançoire
- "Rivelazione teatrale maschile" Philippe Caubère, in Ariane ou l'Âge d'or
- "Rivelazione teatrale femminile" Ute Lemper, in Cabaret

### 1988
- "Miglior attore" Jacques Dufilho
- "Miglior attore non protagonista" Pierre Vaneck
- "Miglior attrice", Jeanne Moreau per Le récit de la Servante Zerline di Hermann Broch
- "Miglior attrice non protagonista" Catherine Salviat
- "Miglior autore" Loleh Bellon
- "Miglior costumista" Jacques Schmidt per George Dandin di Molière
- "Miglior regista" Laurent Terzieff
- "Molière d'onore" Fançois Périer
- "Rivelazione teatrale femminile" non attribuito
- "Rivelazione teatrale maschile" Thierry Fortineau

### 1989
- "Miglior autore comico"
- "Miglior autore drammatico", François-Paul Billetdoux per Svegliati, Filadelfia! (Réveille-toi, Philadelphie!)
- "Miglior spettacolo comico"
- "Miglior spettacolo di teatro privato"
- "Miglior spettacolo musicale"
- "Miglior attore", Gérard Desarthe
- "Miglior attrice", Maria Casarès
- "Miglior attore di musical"
- "Miglior attrice di musical"
- "Rivelazione teatrale maschile" non attribuito

### 1990
- "Miglior autore comico"
- "Miglior autore drammatico"
- "Miglior spettacolo comico"
- "Miglior spettacolo di teatro privato"
- "Miglior spettacolo musicale"
- "Miglior attore", Pierre Dux
- "Miglior attrice", Denise Gence
- "Miglior attore di musical"
- "Miglior attrice di musical"
- "Miglior traduzione"
- "Rivelazione teatrale femminile" non attribuito

### 1991
- "Miglior autore"
- "Miglior spettacolo comico"
- "Miglior spettacolo di teatro privato"
- "Miglior spettacolo musicale"
- "Miglior attore", Guy Tréjan
- "Miglior attrice", Dominique Valadié
- "Miglior attore di musical"
- "Miglior attrice di musical"
- "Miglior traduzione"
- "Rivelazione teatrale": Sophie Marceau per Eurydice di Jean Anhouil

### 1992
- "Miglior autore"
- "Miglior spettacolo di teatro privato"
- "Miglior spettacolo musicale"
- "Miglior attore", Henri Virlogeux
- "Miglior attrice", Ludmila Mikaël
- "Rivelazione teatrale femminile" non attribuito

### 1993
- "Miglior autore comico"
- "Miglior autore drammatico"
- "Miglior autore di teatro privato", Éric-Emmanuel Schmitt per Il visitatore (Le visiteur)
- "Miglior spettacolo comico"
- "Miglior spettacolo drammatico"
- "Miglior spettacolo di teatro privato", Éric-Emmanuel Schmitt per Il visitatore
- "Miglior spettacolo musicale", Alfredo Arias per Mortadela
- "Miglior attore", Michel Aumont
- "Miglior attrice", Edwige Feuillère
- "Rivelazione teatrale", Éric-Emmanuel Schmitt per Il visitatore

### 1994
- "Miglior autore" e "Rivelazione teatrale" Éric-Emmanuel Schmitt con Le visiteur
- "Miglior spettacolo comico"
- "Miglior spettacolo di teatro privato" Le visiteur regia di Marcel Maréchal
- "Miglior spettacolo musicale"
- "Miglior attore" Jean-Pierre Marielle in Le Retour (Il ritorno)
- "Miglior attrice" Tsilla Chelton in Le Chaises (Le sedie)

### 1995
- "Miglior autore" Yasmina Reza
- "Miglior spettacolo comico", Un'aria di famiglia di Agnès Jaoui e Jean-Pierre Bacri
- "Miglior spettacolo di teatro privato"
- "Miglior spettacolo musicale"
- "Miglior attore", Pierre Meyrand
- "Miglior attrice", Suzanne Flon
- "Rivelazione teatrale"

### 1996
- "Miglior autore"
- "Miglior spettacolo comico"
- "Miglior spettacolo di teatro privato"
- "Miglior spettacolo musicale"
- "Miglior attore", Didier Sandre
- "Miglior attrice", Christiane Cohendy
- "Rivelazione teatrale"

### 1997
- "Miglior autore"
- "Miglior spettacolo di teatro privato"
- "Miglior spettacolo musicale", Jérôme Savary per Cabaret
- "Miglior attore", Pierre Cassignard
- "Miglior attrice", Myriam Boyer
- "Miglior attrice di musical", Ute Lemper per Cabaret di Jérôme Savary
- "Rivelazione teatrale"

### 1998
- "Miglior autore comico"
- "Miglior autore drammatico"
- "Miglior spettacolo di teatro privato"
- "Miglior spettacolo musicale"
- "Miglior attore", Michel Bouquet
- "Miglior attrice", Dominique Blanc
- "Rivelazione teatrale"

### 1999
- "Miglior autore"
- "Miglior spettacolo di teatro privato"
- "Miglior spettacolo musicale"
- "Miglior attore", Robert Hirsch
- "Miglior attrice", Isabelle Carré
- "Rivelazione teatrale"

### 2000
- "Miglior autore" Dario Fo
- "Miglior autore comico"
- "Miglior autore drammatico"
- "Miglior autore di teatro privato"
- "Miglior spettacolo comico"
- "Miglior spettacolo drammatico"
- "Miglior spettacolo di teatro privato"
- "Miglior spettacolo musicale", Alfredo Arias per Peines de cœur d’une chatte française
- "Miglior attore", Michel Aumont
- "Miglior attrice", Judith Carré
- "Miglior One Man Show", Arturo Brachetti per L'uomo dai mille volti
- "Rivelazione teatrale"

### 2001
- "Miglior autore comico"
- "Miglior autore drammatico"
- "Miglior autore di teatro privato"
- "Miglior spettacolo comico"
- "Miglior spettacolo drammatico"
- "Miglior spettacolo di teatro privato"
- "Miglior spettacolo musicale"
- "Miglior spettacolo di repertorio"
- "Miglior regia", Irina Brook per Une bête sur la Lune
- "Miglior attore", Simon Abkarian
- "Miglior attrice", Corinne Jaber
- "Miglior attore di musical"
- "Miglior attrice di musical"
- "Miglior traduzione"
- "Rivelazione teatrale"

### 2002
- "Miglior autore"
- "Miglior spettacolo di teatro privato"
- "Miglior spettacolo musicale"
- "Miglior spettacolo di repertorio", Beppe Chierici per ...
- "Miglior attore", Jean-Paul Roussillon
- "Miglior attrice", Annie Girardot
- "Rivelazione teatrale"

### 2003
- "Miglior autore"
- "Miglior spettacolo di teatro privato"
- "Miglior spettacolo musicale"
- "Miglior attore", Thierry Fortineau
- "Miglior attrice", Danielle Darrieux per Oscar e la dama in rosa (Oscar et la dame rose)
- "Alla carriera", Gisèle Casadesus
- "Rivelazione teatrale"

### 2004
- "Miglior autore"
- "Miglior spettacolo comico"
- "Miglior spettacolo di teatro privato"
- "Miglior spettacolo musicale"
- "Miglior attore", Dominique Pinon
- "Miglior attrice", Isabelle Carré
- "Rivelazione teatrale" Dany Laurent
- "Miglior spettacolo pubblico" "Come nel 14" di Dany Laurent
- "Miglior spettacolo della creazione francese" "Come nel 14" di Dany Laurent

### 2005
- "Miglior autore"
- "Miglior spettacolo comico"
- "Miglior spettacolo di teatro privato"
- "Miglior spettacolo musicale"
- "Miglior attore", Michel Bouquet
- "Miglior attrice", Christine Murillo
- "Rivelazione teatrale"

### 2006
- "Miglior autore"
- "Miglior spettacolo comico"
- "Miglior spettacolo di teatro privato"
- "Miglior spettacolo di teatro pubblico", James Thierrée per La Symphonie du hanneton
- "Miglior spettacolo musicale"
- "Miglior costumista", Victoria Chaplin per La Symphonie du hanneton
- "Miglior scenografia", James Thierrée per La Symphonie du hanneton
- "Miglior attore", Jacques Sereys
- "Miglior attrice", Judith Magre
- "Rivelazione teatrale", James Thierrée per La Symphonie du hanneton

### 2007
- "Miglior autore"
- "Miglior spettacolo comico"
- "Miglior spettacolo di teatro privato"
- "Miglior spettacolo musicale"
- "Miglior attore", Robert Hirsch per Il guardiano (Le Gardien)
- "Miglior attrice", Martine Chevallier per Retour au désert
- "Rivelazione teatrale", Sara Giraudeau per La Valse des pingouins
- "Miglior spettacolo di teatro in regione", James Thierrée per Au revoir parapluie

### 2008
- "Miglior autore"
- "Miglior spettacolo comico"
- "Miglior spettacolo di teatro privato"
- "Miglior spettacolo musicale"
- "Miglior attore" Michel Galabru per Les Chaussettes-Opus 124
- "Miglior attrice" Myriam Boyer per La vita davanti a sé (La Vie devant soi)
- "Rivelazione teatrale"
- "Miglior spettacolo di teatro in regione"

### 2009
- "Miglior autore", Jean-Claude Grumberg
- "Miglior compagnia", Jean-Pierre Verheggen per L'Oral et Hardi
- "Miglior spettacolo comico"
- "Miglior spettacolo di teatro privato"
- "Miglior spettacolo musicale"
- "Miglior attore" Patrick Chesnais
- "Miglior attrice" Anne Alvaro
- "Rivelazione teatrale"
- "Miglior spettacolo di teatro in regione"

### 2010
- "Miglior regista" – Alain Françon per La Cerisaie
- "Miglior spettacolo di teatro privato" – L'Habilleur al Théâtre Rive Gauche
- "Miglior spettacolo di teatro pubblico" – Les Naufragés du fol espoir al Théâtre du Solei
- "Miglior attore" – Laurent Terzieff per L'Habilleur e Philoctète
- "Miglior attrice" – Dominique Blanc per La Douleur
- "Miglior costumista" – Nathalie Thomas, Marie-Hélène Bouvet, Annie Tran per Les Naufragés du Fol Espoir